# Paranoia Agent
Paranoia Agent (jap. 妄想代理人, Mōsō Dairinin) ist eine Anime-Fernsehserie des Studios Madhouse aus dem Jahr 2004. Die Serie handelt vom Schicksal verschiedener Personen, die von einem geheimnisvollen Jugendlichen angegriffen werden.

## Handlung
Die Designerin Tsukiko Sagi (鷺 月子) erschuf die gezeichnete Figur Maromi (マロミ), die zu einem Verkaufsschlager wurde und sich inzwischen zum Kultobjekt entwickelt hat. Nun soll sie eine weitere solche Figur entwerfen, die ebenso gut bei den Kunden ankommt. Doch Tsukiko hat keine Idee und liefert nicht mehr als nutzlose Skizzen. Eines Abends wird sie auf dem Rückweg nach Hause von einem Jungen mit goldenen Rollerblades und Baseballschläger niedergeschlagen. Tsukiko kommt erst im Krankenhaus wieder zu Bewusstsein. Die daraufhin einberufene Polizeikommission unter Keiichi Ikari (猪狩 慶一) und dem jungen Mitsuhiro Maniwa kann nicht verhindern, dass bald darauf ein Boulevardjournalist ebenfalls von dem Jungen niedergeschlagen wird. Da sich kein Opfer mehr an dessen Gesicht erinnern kann, wird dieser fortan einfach nur Shōnen Bat (少年バット) genannt, was in etwa mit „Jugendlicher Schläger“ übersetzt werden kann.
In der Folge dieser Ereignisse wird der zuvor beliebte Schüler Yūichi Taira verdächtigt, Shōnen Bat zu sein. Und das zu einer Zeit, in der er sich der Wahl als Schülersprecher gestellt hat und nun sein Gegenkandidat im Vorteil ist. Das wiederum quält diesen, weil er Mitleid mit Yūichi hat. Doch werden bald auch die beiden von Shōnen Bat niedergeschlagen, sodass die Ermittlungen gegen Yūichi eingestellt werden. In der Folgezeit wird auch die persönlichkeitsgespaltene Angestellte Chōno Harumi, deren zweite Persönlichkeit unter dem Namen Maria als Prostituierte arbeitet, von Shōnen Bat angegriffen. Ihr folgt der Polizist Masami Hirukawa, der mit den Yakuza Geschäfte machte und dann von diesen bedroht wurde.
Daraufhin kann die Polizei den Achtklässler Makoto Kozuka (狐塚 誠) festnehmen, der Hirukawa angegriffen hatte und weitere Angriffe gesteht. Makoto hält sich für einen heiligen Krieger in einem mittelalterlichen Rollenspiel und erklärt den Polizisten beim Verhör, dass er die Opfer niederschlagen musste, um sie von einer bösen Macht namens Gōma zu befreien. Auch will er nur die letzten Überfälle begangen haben. Bald darauf wird Makoto in seiner Zelle erschlagen aufgefunden und Ikari und Maniwa kommen zu dem Schluss, dass es sich bei ihm lediglich um einen Nachahmungstäter handelte. Ikari und Maniwa glauben eine Gemeinsamkeit bei den Opfern erkannt zu haben – sie alle standen vor der Attacke aus verschiedenen Gründen unter Druck und sind eigentlich erleichtert über das Auftauchen von Shōnen Bat –, können diese Vermutung aber nicht unmittelbar weiterverfolgen, weil sie aufgrund des Todes des Hauptverdächtigen Makoto, der gegenüber den Medien als Selbstmord angegeben wird, zurücktreten müssen.
Inzwischen hat die Geschichte von Shōnen Bat eine große Bekanntheit erlangt. Eine Gruppe von Selbstmördern, die sich im Internet kennengelernt haben, wünscht sich nach mehreren missglückten Selbstmordversuchen, von ihm heimgesucht zu werden. Immer verrücktere und absurdere Geschichten über Shōnen Bat werden zum Hauptgesprächsthema beim Nachbarschaftstratsch. Derweil werden die Mitglieder des Teams, das die Fernsehserie zum Stofftier Maromi gedreht hat, nacheinander von Shōnen Bat ermordet.
Der entlassene Polizist Ikari arbeitet unterdessen als Sicherheitsbeauftragter auf Baustellen. Seine Frau, die sich Vorwürfe macht, wegen ihrer Krankheit eine Last für ihren Mann darzustellen, stellt Shōnen Bat zur Rede, als dieser zu ihr kommt. Ihr Mann flüchtet sich währenddessen in eine Traumwelt seiner Kindheit. Schließlich kann der Superheld Radar Man, für den sich Maniwa hält, das Geheimnis hinter Shōnen Bat aufklären: Tsukiko Sagis Hund wurde in ihrer Kindheit überfahren, weil sie nicht auf ihn aufpasste. Aus Scham behauptete sie, sie wäre von einem Jugendlichen mit Baseballschläger niedergeschlagen worden, sodass der Hund entlaufen konnte. Später entwickelte sie aus der Erinnerung an ihren Hund Maromi und aus ihrer Erfindung des Jugendlichen entstand Shōnen Bat, der sich nun mehr und mehr in ein Monster verwandelt. Diesem tritt Maniwa entgegen, während die Figur Maromi die Menschen des Landes in ihren Bann zieht. Nach dem Verschwinden der Maromi-Figuren ergießt sich eine schwarze Flüssigkeit über das Land. Die Identität Maromis mit Shōnen Bat wird offenbar und Ikari gelingt es durch seine Frau, sich aus seiner Traumwelt zu befreien. Maniwa konfrontiert Tsukiko mit ihrem Kindheitserlebnis. Schließlich gelingt es ihr, ihr Trauma zu überwinden und Shōnen Bat dadurch wieder aus der realen Welt zu verdrängen, doch Tokio liegt in Trümmern.

## Konzeption und Themen
Die während der Handlung angegriffenen Personen leiden alle unter psychischen Problemen oder Druck, wie zum Beispiel Yūichi gemobbt wird und Chōno Harumi und Masami Hirukawa ein Doppelleben führen. Einige von ihnen wünschen sich kurz vor dem Überfall, dass ihnen jemand hilft oder sie aufhält.
Die Serie erzählt bis zur siebten Folge die Handlung relativ geradlinig, wobei die Erzählperspektiven zu den Charakteren wechseln, die in einer Folge im Zentrum stehen. So erzählt erst jede Folge das Schicksal eines oder mehrere Opfer von Shōnen Bat. In der fünften Folge, in der der Täter vermeintlich gefasst wurde, tauchen die beiden Polizisten völlig in die Welt des Spiels, in dem sich Makoto glaubt, ein. Dort erscheinen auch zwei Figuren, die in der Handlung zwar häufig, aber immer nur im Hintergrund auftreten.
Darunter ein alter Mann, der immer nur in unzusammenhängenden Wortgruppen redet. Dieser spricht auch die Vorschau für die nächsten Folgen und tritt während der Handlung einige Male im Hintergrund auf. Die Vorschau endet immer mit dem Wort Jetzt und dazu dem Bild des zuschlagenden Shōnen Bat.

## Produktion und Veröffentlichungen
Die Anime-Fernsehserie mit 13 Folgen wurde im Jahr 2004 vom Studio Madhouse unter der Regie von Satoshi Kon produziert, von dem auch die Idee stammt. Das Charakter-Design stammt von Masashi Ando.
Die Serie wurde erstmals vom 2. Februar 2004 bis zum 17. Mai 2004 auf dem Sender WOWOW in Japan ausgestrahlt.
Die Folgen eins bis vier wurden international erstmals in Italien am 21. Januar 2005 auf dem Future Film Festival vorgeführt. Von Mai bis August 2005 wurde die Serie auf dem amerikanischen Fernsehsender Cartoon Network im Format Adult Swim ausgestrahlt, im Jahr 2007 auch auf dem Sender G4Tech TV in Kanada. In Amerika wird die DVD von Geneon Entertainment vertrieben (derzeit Funimation seit 2020), in Australien von der Firma Madman Entertainment. In Polen erfolgte die Ausstrahlung auf dem Sender Hyper. Die Serie erschien auch auf Französisch bei Dybex, auf Spanisch bei Selecta Visión auf DVD und im Fernsehen, auf Italienisch bei Panini Videos, auf Russisch bei MC Entertainment und auf Schwedisch bei Sandrew Metronome.
Die komplette Serie ist 2006 in Deutschland, Österreich & der Schweiz beim Anime-Label Anime Virtual auf 4 DVDs erschienen. Am 21. Mai 2007 erfolgte dann eine Wiederveröffentlichung der Serie als Gesamtausgabe. Vom 5. Juni 2007 bis zum 2. September 2007 wurde der Anime auf dem deutschen Sender Animax ausgestrahlt.

### Synchronisation
Die deutsche Synchronisation erfolgte durch die Firma Elektrofilm.
| Rolle            | Japanischer Sprecher (Seiyū) | Deutscher Sprecher       |
| ---------------- | ---------------------------- | ------------------------ |
| Shōnen Bat       | Daisuke Sakaguchi            | David Turba              |
| Tsukiko Sagi     | Mamiko Noto                  | Giuliana Jakobeit        |
| Maromi           | Haruko Momoi                 | Andreschka Großmann      |
| Keiichi Ikari    | Shōzō Iizuka                 | Roland Hemmo             |
| Mitsuhiro Maniwa | Toshihiko Seki               | Bernhard Völger          |
| Yūichi Taira     | Mayumi Yamaguchi             | Raúl Richter             |
| Chōno Harumi     | Kotono Mitsuishi             | Claudia Urbschat-Mingues |
| Masami Hirukawa  | Toshihiko Nakajima           | Helmut Gauß              |
| Makoto Kozuka    | Daisuke Sakaguchi            | David Turba              |
| Alter Mann       | Ryūji Saikachi               | Hasso Zorn               |

### Musik
Die Hintergrundmusik der Serie wurde von Susumu Hirasawa komponiert, Tonregie führte Masafumi Mima. Der Vorspanntitel ist Yume no Shima Shinen Kōen (夢の島思念公園), für den Abspann verwendete man Shiroi Oka – Maromi no Theme. Beide Lieder stammen von Susumu Hirasawa.

## Rezeption
Die Fernsehserie fand Erwähnung in einem Artikel der New York Times über das Anime-Programm des Senders Cartoon Network. Der Autor Mike Hale bezeichnet die Serie als einen Großstadt-Thriller mit hypnotisierendem Vorspann, der man Beachtung schenken sollte.